# Kanton Roissy-en-Brie
Kanton Roissy-en-Brie (fr. Canton de Roissy-en-Brie) byl francouzský kanton v departementu Seine-et-Marne v regionu Île-de-France. Tvořily ho tři obce. Zrušen byl po reformě kantonů 2014.

## Obce kantonu
- Ozoir-la-Ferrière
- Pontcarré
- Roissy-en-Brie